# It Won't Be Soon Before Long
It Won't Be Soon Before Long is het tweede studioalbum van de Amerikaanse poprockband Maroon 5. Het kwam na bijna vijf jaar na hun debuutalbum Songs About Jane. De titel verwijst naar een veel gezegde quote tijdens het vele toeren van de band.
Het album heeft twaalf nummers en in totaal zes bonusnummers. De sound van dit album is anders dan het voorgaande album. Volgens de band klinkt het sexyer en sterker. De inspiratie voor dit album komt van artiesten zoals Talking Heads, Michael Jackson en Prince. Het refrein van het nummer "Nothing Lasts Forever" is hetzelfde als in de single van Kanye West "Heard 'Em Say" waar Adam Levine in meedoet. Het album is opgedragen aan Alyssa Stevens, een oude jeugdvriend van zanger Adam Levine.

## Tracks
1. "If I Never See Your Face Again"
2. "Makes Me Wonder"
3. "Little of Your Time"
4. "Wake Up Call"
5. "Won't Go Home Without You"
6. "Nothing Lasts Forever"
7. "Can't Stop"
8. "Goodnight Goodnight"
9. "Not Falling Apart"
10. "Kiwi"
11. "Better That We Break"
12. "Back at Your Door"

### Bonus tracks
1. "Until You're Over Me" – 3:15
2. "Infatuation" – 4:25
3. "Losing My Mind" – 3:21
4. "Figure It Out" – 2:59
5. "Miss You Love You" – 3:11
6. "Story" – 4:33